# زرین‌گلوی تپویی
زرین‌گلوی تپویی (نام علمی: Polytmus milleri) یک گونه مگس‌مرغ در زیرخانواده انبه‌ایان است که در برزیل، گویان و ونزوئلا یافت می‌شود.

## پراکندگی و زیستگاه
زرین‌گلوی تپویی فقط در تپوری به همین نام در جنوب و جنوب شرق ونزوئلا و کمی در غرب گویان و شمال برزیل یافت می‌شود. در این کوه‌های منزوی با بالای تخت، در لبه جنگل‌های ابری و بوته‌زارها با درختان پراکنده در ارتفاعات بین ۱٬۳۰۰ و ۲٬۲۰۰ متر (۴٬۳۰۰ و ۷٬۲۰۰ فوت) زندگی می‌کند.